# 亲和乡
亲和乡，是中华人民共和国山西省朔州市怀仁市下辖的一个乡镇级行政单位。

## 行政区划
亲和乡下辖以下地区：
清水河村、下湿庄村、周家窑村、冯庄村、南小寨村、田家坊村、石庄村、安大庄村、南阜村、阎家寨村、薛家店村、万金桥村、南晏庄村、草地村、晏头村和曹四老庄村。